# 今堀太逸
今堀太逸（いまほり　たいつ、1950年7月16日-）は、日本の歴史学者。佛教大学歴史学部歴史学科教授。専門は日本中世史・日本仏教史。博士（文学）（佛教大学、2001年）。

## 略歴

### 学歴
- 1973年　佛教大学文学部史学科卒業
- 1976年　佛教大学大学院文学研究科修士課程修了
- 1980年　佛教大学大学院文学研究科博士課程単位取得
- 2001年　「本地垂迹信仰と念仏 日本庶民仏教史の研究」で佛教大学文学博士

### 職歴
- 1976年　総本山知恩院史料編纂所助手
- 1977年　佛教大学歴史研究所助手
- 1980年　佛教大学文学部史学科助手
- 1983年　佛教大学文学部史学科専任講師
- 1989年　佛教大学文学部史学科助教授
- 1996年　佛教大学文学部史学科教授
- 2004年　佛教大学文学部人文学科教授
- 2010年　佛教大学歴史学部歴史学科教授

## 著書
- 『神祇信仰の展開と仏教』（吉川弘文館、1990年）
- 『本地垂迹信仰と念仏─日本庶民仏教史の研究』（法藏館、1999年）
- 『佛教大学鷹陵文化叢書15　権者の化現―天神・空也・法然』（思文閣出版、2006年）
- 『浄土宗の展開と総本山知恩院』（法蔵館、2018年）

### 論文
- CiNii>今堀太逸
- INBUDS>今堀太逸